# 6-я армия (вермахт)
6-я армия — оперативное объединение сухопутных войск нацистской Германии. Принимала участие во Второй мировой войне.

## Боевой путь
Во время Второй мировой войны образована 10 октября 1939 года и участвовала в французской кампании (в том числе во взятии Парижа) под командованием Вальтера фон Рейхенау.
На Восточном фронте в кампании против войск Юго-Западного фронта РККА на Украине летом 1941 г. 19 сентября 1941 года войска 6-й немецкой армии вступили в Киев после того, как 37-я армия РККА, оборонявшая город, оставила его и начала пробиваться из окружения.
19 октября 1941 года немецкие 17-я и 6-я армии продолжили наступление на Харьков и Белгород. 17-я и 6-я армии добились успехов в своём наступлении на Харьков и Белгород.
Под командованием Ф. Паулюса участвовала в Сталинградской битве. 23 ноября 1942 года попала в окружение в ходе операции «Уран». 2 февраля 1943 года была уничтожена в Сталинградском котле в ходе операции «Кольцо».
Вновь сформирована на южном участке Восточного фронта 6 марта 1943 года, из армейской группы «Холлидт», под командованием генерала пехоты (с сентября 1943 — генерал-полковника) Холлидта. Армия прекратила своё существование во время Грацско-Амштеттенской операции РККА: 8 мая 1945 года в Австрии армия начала отход с советско-германского фронта для сдачи в американский плен. Части войск это удалось сделать, остальные 9-12 мая попали в советский плен.

## Численность армии в Сталинграде

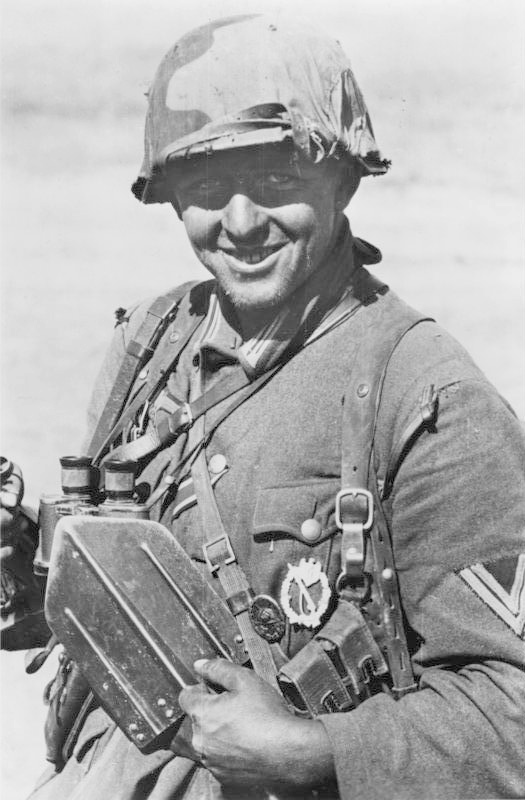
Солдат 6-й армии в сентябре 1942 года

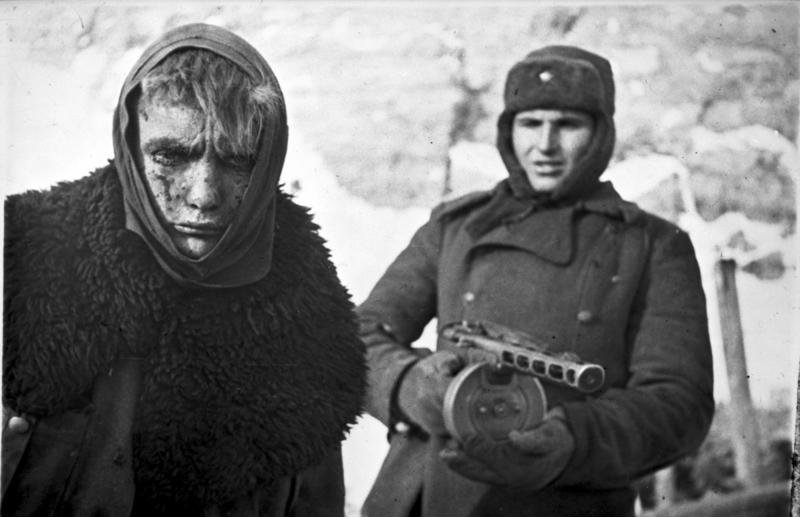
Солдат 6-й армии в феврале 1943 года

Существуют серьёзные дискуссии относительно численности армии в Сталинградской битве. Важность дискуссии связана с тем, что от её исхода зависит определение общей численности немецких сил в битве, и, таким образом, соотношения сил в битве в целом. Также зависят от общей численности военнослужащих VI Армии и потери немецкой стороны. Документы военных архивов ФРГ насчитывают в ней на 17 октября 1942 г. 334 000 человек в составе 17 дивизий. До 19 ноября, однако, к армии были присоединены ещё три дивизии, что, несомненно, изменило её численность. Всего к 19 ноября 1942 года в ней было 20 дивизий.
Во время боёв за Сталинград в армии была сформирована дивизия «Фон Штумпфельд», набранная из русских и украинских коллаборационистов. Однако германскими источниками это не подтверждается. Так, Ганс Дёрр в книге «Поход на Сталинград» утверждает, что боевая группа «Фон Штумпфельд» в декабре 1942 г. держала оборону на реке Чир.

## Состав

### 11 июля 1942 года
| - Формирования армейского подчинения - 137-е артиллерийское командование - 153-е артиллерийское командование - 306-е армейское артиллерийское командование - 627-й моторизованный артиллерийский полковой штаб - 783-й моторизованный артиллерийский полковой штаб - 631-й моторизованный артиллерийский дивизион (100 мм) - 2/46-й моторизованный тяжёлый гаубичный полк - 2/63-й моторизованный тяжёлый гаубичный полк - 101-й моторизованный тяжёлый гаубичный дивизион - 851-й моторизованный тяжёлый гаубичный дивизион - 855-й моторизованный миномётный дивизион (210 мм) - 861-й моторизованный миномётный дивизион (210 мм) - 733-й моторизованный миномётный дивизион (210 мм) - 1/177-й моторизованный миномётный дивизион (210 мм) - 3-й моторизованный наблюдательный батальон - 25-й моторизованный наблюдательный батальон - 36-й моторизованный наблюдательный батальон - 103-я моторизованная батарея аэростатов - 507-й моторизованный метеорологический взвод - 506-й моторизованный геодезический взвод - 604-й моторизованный сапёрный полковой штаб - 605-й моторизованный сапёрный полковой штаб - 652-й сапёрный батальон (на конной тяге) - 672-й сапёрный батальон (на конной тяге) - 754-й сапёрный батальон (на конной тяге) - 255-й мостостроительный батальон - 655-й мостостроительный батальон - 925-й мостовой штабной эскадрон - 9-я моторизованная мостовая колонна Б ((mot) Brüko B) - 24-я моторизованная мостовая колонна Б - 54-я моторизованная мостовая колонна Б - 2/60-я моторизованная мостовая колонна Б - 80-я моторизованная мостовая колонна Б - 125-я моторизованная мостовая колонна Б - 297-я моторизованная мостовая колонна Б - 602-я моторизованная мостовая колонна Б - 603-я моторизованная мостовая колонна Б - 630-я моторизованная мостовая колонна Б - 160-я моторизованная мостовая колонна Б - 815-й отряд с имуществом для мостовых колонн Б - 816-й отряд с имуществом для мостовых колонн Б - 817-й отряд с имуществом для мостовых колонн Б - 156-й отряд с имуществом для мостовых колонн Т - 162-й отряд с имуществом для мостовых колонн Т - 168-й отряд с имуществом для мостовых колонн Т - 175-й отряд с имуществом для мостовых колонн Т - 183-й отряд с имуществом для мостовых колонн Т - 188-й отряд с имуществом для мостовых колонн Т - 198-й отряд с имуществом для мостовых колонн Т - 4 f 35 отряд с французским мостовым имуществом - 14-й старший строительный штаб - 23-е командование строительных войск - 36-е командование строительных войск - 521-й тяжёлый дорожно-строительный батальон - 1-й строительный батальон - 16-й строительный батальон - 105-й строительный батальон - 110-й строительный батальон - 130-й строительный батальон - 153-й строительный батальон - 161-й строительный батальон - XVII старший командир Имперской строительной службы - 16-я (велосипедная) группа Имперской строительной службы - 28-я (велосипедная) группа Имперской строительной службы - 29-я (велосипедная) группа Имперской строительной службы - Штаб отряда Организации Тодта Hackelberg - 43-й отряд Организации Тодта - 47-й отряд Организации Тодта - 614-й зенитный батальон - 549-й полк связи - 50-е полевое командование связи - 637-я пропагандистская рота - 10-й бронепоезд - 28-й бронепоезд - 31-й бронепоезд - 608-й звукометрический отряд - Армейская поддержка: - 294-я пехотная дивизия - 1/,2/,3/513-й пехотный полк - 1/,2/,3/514-й пехотный полк - 1/,2/,3/515-й пехотный полк - 249-й быстрый батальон - 1/,2/,3/,4/249-й артиллерийский полк - 249-й сапёрный батальон - 249-й батальон связи - Подразделения поддержки дивизии - В прямом подчинении армии: - 62-я пехотная дивизия - 1/,2/,3/179-й пехотный полк - 1/,2/,3/183-й пехотный полк - 1/,2/,3/190-й пехотный полк - 162-й противотанковый дивизион - 162-й велосипедный батальон - 1/,2/,3/,4/162-й артиллерийский полк - 162-й сапёрный батальон - 162-й батальон связи - Подразделения поддержки дивизии - 384-я пехотная дивизия - 1/,2/,3/534-й пехотный полк - 1/,2/,3/535-й пехотный полк - 1/,2/,3/536-й пехотный полк - 384-й быстрый батальон - 1/,2/,3/,4/384-й артиллерийский полк - 384-й сапёрный батальон - 384-й батальон связи - Подразделения поддержки дивизии | - LI армейский корпус: - 44-я пехотная дивизия - 1/,2/,3/131-й пехотный полк - 1/,2/,3/132-й пехотный полк - 1/,2/,3/134-й пехотный полк - 46-й противотанковый дивизион - 44-й велосипедный батальон - 1/,2/,3/96-й артиллерийский полк - 1/97-й артиллерийский дивизион - 80-й сапёрный батальон - 64-й батальон связи - Подразделения поддержки дивизии - 71-я пехотная дивизия - 1/,2/,3/191-й пехотный полк - 1/,2/,3/194-й пехотный полк - 1/,2/,3/211-й пехотный полк - 171-й противотанковый дивизион - 171-й велосипедный батальон - 1/,2/,3/,4/171-й артиллерийский полк - 171-й сапёрный батальон - 171-й батальон связи - Подразделения поддержки дивизии - 297-я пехотная дивизия - 1/,2/,3/522-й пехотный полк - 1/,2/,3/523-й пехотный полк - 1/,2/,3/524-й пехотный полк - 297-й противотанковый дивизион - 297-й велосипедный батальон - 1/,2/,3/,4/297-й артиллерийский полк - 297-й сапёрный батальон - 297-й батальон связи - Подразделения поддержки дивизии - XVII армейский корпус: - 336-я пехотная дивизия - 1/,2/,3/685-й пехотный полк - 1/,2/,3/686-й пехотный полк - 1/,2/,3/687-й пехотный полк - 336-й быстрый батальон - 1/,2/,3/,4/336-й артиллерийский полк - 336-й сапёрный батальон - 336-й батальон связи - Подразделения поддержки дивизии - 389-я пехотная дивизия - 1/,2/,3/544-й пехотный полк - 1/,2/,3/545-й пехотный полк - 1/,2/,3/546-й пехотный полк - 389-й быстрый батальон - 1/,2/,3/,4/389-й артиллерийский полк - 389-й сапёрный батальон - 389-й батальон связи - Подразделения поддержки дивизии - 75-я пехотная дивизия - 1/,2/,3/172-й пехотный полк - 1/,2/,3/202-й пехотный полк - 1/,2/,3/222-й пехотный полк - 175-й противотанковый дивизион - 175-й велосипедный батальон - 1/,2/,3/,4/175-й артиллерийский полк - 175-й сапёрный батальон - 175-й батальон связи - Подразделения поддержки дивизии |

### 19 ноября 1942 года
Список самостоятельных частей, входивших в состав VI А на 19 ноября1942 (корпуса указаны с севера на юг):
- VIII армейский корпус  (Вальтер Гейтц октябрь 1939 - февраль 1943 гг.командующие даны на 19.11.1942)
  - 76-я пехотная дивизия — генерал-лейтенант Карл Роденбург
  - 113-я пехотная дивизия — генерал-лейтенант Ганс Фридрих Сикст фон Арним
- XI армейский корпус

Командующий: генерал-полковник Карл Штрекер 

Начальник штаба — полковник Генерального штаба Гросскурт
- 44-я пехотная дивизия (австрийская) — генерал-лейтенант Дебой
- 376-я пехотная дивизия — генерал-лейтенант фон Даниэльс
- 384-я пехотная дивизия — генерал-лейтенант фон Габленц

- XIV танковый корпус

Командующие:
Генерал пехоты Густав фон Витерсгейм
Генерал-полковник Ханс Хубе
Генерал-лейтенант Гельмут Шлемер
Начальник Штаба — полковник Генерального штаба Тунерт
- 16-я танковая дивизия — генерал-лейтенант Гюнтер Ангерн
- 3-я моторизованная дивизия — генерал-лейтенант Шлемер
- 60-я моторизованная дивизия — генерал-майор Отто Колерманн

- LI армейский корпус
  - 71-я пехотная дивизия — генерал-лейтенант фон Хартманн. После смерти Хартмана с 26.01.1943 г. — Фриц Роске, бывший командир J.R.194, генерал-майор, командующий южной группировкой немецких войск в Сталинграде.
  - 79-я пехотная дивизия — генерал-лейтенант Шверин
  - 94-я пехотная дивизия — генерал-лейтенант Георг Пфейффер
  - 100-я лёгкая пехотная дивизия (кроме штатных 54-го, 83-го и 227-го пехотных полков, 369-го хорватского пехотного полка) — генерал-лейтенант Занне
  - 295-я пехотная дивизия — генерал-майор доктор Корфес
  - 305-я пехотная дивизия — генерал-майор Штейнметц
  - 389-я пехотная дивизия — генерал-майор Магнус
  - 14-я танковая дивизия — генерал-майор Латманн
  - 24-я танковая дивизия — генерал-лейтенант фон Ленски
- IV армейский корпус
  - 29-я моторизованная дивизия — генерал-майор Лейзер
  - 297-я пехотная дивизия — генерал-лейтенант Макс Пфеффер
  - 371-я пехотная дивизия — генерал-лейтенант Штемпель[5]

Кроме того, в котле оказались 9-я зенитная дивизия ВВС, румынские 20-я пехотная и 1-я кавалерийская дивизии.
2 февраля 1943 6-я армия капитулировала. 91000 солдат оказались в плену. 80000 из них погибли.

## Новое формирование
6-я армия была вновь сформирована на южном участке Восточного фронта 6 марта 1943 года, на основе армейской группы «Холлидт», под командованием генерала пехоты Холлидта.
Состав 6-й армии в апреле 1943:
- 24-й танковый корпус
- 17-й армейский корпус
- 29-й армейский корпус
- корпус «Мит»

На 13 октября 1944 года в составе группы армий «Южная Украина».
Состав 6-й армии на 13 октября 1944 года
- 3-й немецкий танковый корпус[6]
  - 13-я немецкая танковая дивизия[6]
  - 1-я немецкая танковая дивизия[6]
  - 23-я немецкая танковая дивизия[6]
  - боевая группа 22-й немецкой кавалерийской дивизии СС[6]

Командующие 6-й армией (второе формирование):
- с 6 марта 1943 — генерал пехоты Холлидт
- с 8 апреля 1944 — генерал артиллерии де Ангелис
- с 17 июля 1944 — генерал артиллерии Фреттер-Пико
- с 23 декабря 1944 — генерал танковых войск Бальк